# Xplor
Xplor ist ein 1981 gegründeter, internationaler Fach- und Interessensverband für Anwender und Hersteller im Bereich des hochvolumigen Digitaldrucks und Dokumentenmanagements. Die über 2000 Mitglieder in 1500 Unternehmen und Organisationen sind in Chapters und Regions in über 35 Ländern gegliedert.
Die Ziele des Verbandes sind
- Ausbildung und Informationsbereitstellung zu Themen der Branche;
- Networking zum Erfahrungsaustausch der Mitglieder;
- Foren zum Austausch von Ideen und Lösungen zwischen Anwendern und Herstellern.

## Die Situation in den deutschsprachigen Ländern
Die „Central European Region“ mit nahezu 500 Mitgliedern in den deutschsprachigen Ländern wurde repräsentiert durch den in Offenbach am Main registrierten Verein „Deutsche Xplor e. V.“ (heute „DOXNET e.V.“).
Neben kleineren regionalen Veranstaltungen organisiert der Verband seit 2001 eine jährliche dreitägige Konferenz, die seit 2003 jeweils im Juni in Baden-Baden stattfindet. Sie richtet sich mit Fachvorträgen und Ausstellung an Entscheider der Branche.
Mit zwei speziellen Foren für
- Druckzentrumsbetreiber (Produktion von mindestens 1 Million Digitaldruckseiten pro Monat) und
- Dokumentenversender (mindestens 1 Million Aussendungen pro Monat)

bündelt die Organisation die Interessen der Anwender gegenüber Herstellern und Briefverteilerunternehmen.

### Trennung des deutschsprachigen Verbandes vom Mutterverband
Nachdem die „Xplor international“ aufgrund finanzieller Schwierigkeiten im Sommer 2007 das Logo veräußerte, kam es zu Differenzen zwischen dem Dachverband und dem finanzkräftigeren deutschen Ableger hinsichtlich der Verwendung des Namens. In der Folge änderte der „Deutsche Xplor e. V.“ seinen Namen in „DOXNET e.V.“ ohne dabei Mitglieder verloren zu haben.